# The Annie Lennox Collection
The Annie Lennox Collection – album Annie Lennox, wydany w 2009 roku.

## Ogólne informacje
Jest to pierwsza kompilacja zawierająca solowe nagrania piosenkarki. Znajdują się na niej największe przeboje Annie Lennox, od debiutanckiej płyty Diva aż do Songs of Mass Destruction z 2007 roku. Artystka umieściła na kompilacji dwa nowe utwory-covery: „Shining Light” zespołu Ash oraz „Pattern of My Life” grupy Keane, które zostały wydane jako single.
Wydawnictwo The Annie Lennox Collection oprócz wersji standardowej ukazało się także w edycji limitowanej, która zawierała dodatkową płytę CD z rzadkimi nagraniami oraz płytę DVD z teledyskami. Z okazji wydania płyty uruchomiona została spcjalna strona poświęcona kompilacji. Album dotarł do miejsca 2. w Wielkiej Brytanii.

## Lista utworów
CD 1:
1. „Little Bird”
2. „Walking on Broken Glass”
3. „Why”
4. „No More „I Love You’s””
5. „Precious”
6. „A Whiter Shade of Pale”
7. „A Thousand Beautiful Things”
8. „Sing”
9. „Pavement Cracks”
10. „Love Song for a Vampire”
11. „Cold”
12. „Dark Road”
13. „Pattern of My Life”
14. „Shining Light”

CD 2:
1. „Into the West”
2. „Ladies of the Canyon"
3. „Hush, Hush, Hush"
4. „Many Rivers to Cross"
5. „Dream Angus"
6. „Mama"
7. „Everybody Hurts"
8. „Ev'ry Time We Say Goodbye”

DVD:
1. „Little Bird"
2. „Walking on Broken Glass"
3. „Why"
4. „No More I Love Yous"
5. „Precious"
6. „A Whiter Shade of Pale"
7. „A Thousand Beautiful Things"
8. „Sing"
9. „Pavement Cracks"
10. „Cold"
11. „Dark Road"
12. „Pattern of My Life"
13. „Shining Light"
14. „Something So Right”
15. „Waiting in Vain”

## Pozycje na listach sprzedaży
| Kraj              | Pozycja |
| ----------------- | ------- |
| Wielka Brytania   | 2       |
| Stany Zjednoczone | 34      |
| Kanada            | 13      |
| Irlandia          | 3       |
| Niemcy            | 15      |
| Austria           | 27      |
| Szwajcaria        | 23      |
| Francja           | 21      |
| Włochy            | 4       |
| Holandia          | 25      |
| Belgia            | 28      |
| Dania             | 6       |
| Norwegia          | 4       |
| Polska            | 21      |
| Australia         | 10      |

## Single
- 2009: „Shining Light"
- 2009: „Pattern of My Life"